# Nicanor González del Solar
Nicanor González del Solar (Ciudad de Corrientes, Argentina, 10 de agosto de 1842 - Buenos Aires, 12 de septiembre de 1924) fue un ministro de la Corte Suprema de Justicia de Argentina.

## Biografía
Estudió en el Colegio del Uruguay de Concepción del Uruguay y luego en el de Monserrat, en la ciudad de Córdoba. En la Universidad Nacional de Córdoba se graduó de Doctor en derecho civil en 1866. Conforme al plan de estudios aprobado en 1864, además del derecho romano, canónico, patrio, internacional, procedimientos y constitucional que había establecido el plan de 1857, también se estudiaban el derecho civil y el comercial. 
González del Solar, una vez recibido, fue Secretario de la Academia de Jusrisprudencia, donde se realizaban las prácticas, antes de recibir la autorización para ejercer su profesión. A inicios de 1867, junto con su hermano Melitón, de profesión médico, su hermana Carolina y el esposo de ésta, José Hernández se trasladó desde Paraná donde residía, a la ciudad de Corrientes. Allí actuará como juez provincial y también como procurador fiscal ante el juzgado federal de esa ciudad. Posteriormente viaja a Rosario, donde ocupó cargos judiciales, pasó luego a ejercer la profesión, también el periodismo forense en la publicación Anales del Foro Argentino, de esa ciudad, la docencia en derecho civil desde 1875 en una Escuela de Derecho creada en Rosario e integró la Convención constituyente para reformar la Constitución de Santa Fe. Militaba en política como opositor al gobernador Bayo en el orden local y cercano a Adolfo Alsina en el orden nacional.
Finalmente se radicó en Buenos Aires. En 1887 fue nombrado juez de comercio de la Capital y 3 años después, juez de la Cámara de apelaciones en lo Comercial, que por entonces también comprendía la materia Criminal y Correccional. Por decreto del 22 de mayo de 1901 del presidente Julio A. Roca fue nombrado  en reemplazo de Enrique Martínez Paz como juez de la Corte Suprema de Justicia, cargo que desempeñó hasta su fallecimiento.
Murió en Buenos Aires el 12 de septiembre de 1924.